# Martin Frič
Pour les articles homonymes, voir Frič.
Martin Frič, connu également sous le nom de Mac Fric, né à Prague le 29 mars 1902 et mort dans cette ville le 26 août 1968 , est un réalisateur et scénariste tchécoslovaque, également acteur et pédagogue.

## Biographie
Martin Frič a réalisé plus de 100 films entre 1929 et 1968, films documentaires, longs et courts métrages.
Sa femme était la comédienne Suzanne Marwille qui a joué dans plusieurs de ses films. Il était le neveu d'Alberto Vojtěch Frič.
En 2008, Zdeněk Zelenka réalise un documentaire à l'occasion du 40e anniversaire de la mort de Frič. 

## Filmographie
- 1929 : L'Organiste de la cathédrale Saint-Guy (Varhaník u sv. Víta)
- 1931 : Lui et sa sœur (On a jeho sestra) coréalisé avec Karel Lamač
- 1931 : Le Traître (Der Zinker), coréalisé avec Karel Lamač
- 1931 : To neznáte Hadimršku (cs), coréalisé avec Karel Lamač
- 1932 : Wehe, wenn er losgelassen (de), coréalisé avec Karel Lamač
- 1932 : Sœur Angélique (en) (Sestra Angelika)
- 1932 : Anton Špelec, ostrostřelec (cs)
- 1932 : Kantor Ideál (cs)
- 1933 : La vie est une chienne (Život je pes), avec Hugo Haas et Adina Mandlová
- 1933 : L'Adjudant de Sa Majesté (cs) (Pobočník Jeho Výsosti)
- 1933 : Dvanáct křesel (cs)
- 1933 : Revizor (cs)
- 1933 : U snědeného krámu (cs)
- 1934 : Hej rup! (cs)
- 1935 : Jedenácté přikázání (cs)
- 1935 : Yanosik le rebelle (Jánošík)[1]
- 1935 : Hrdina jedné noci (cs)
- 1935 : Ať žije nebožtík (cs)
- 1936 : Vies de chien (de) (Das Gäßchen zum Paradies)
- 1936 : Amour interdit (en) (Páter Vojtěch)
- 1937 : Le monde est à nous (Svet patrí nám)
- 1937 : Hordubalové (cs)
- 1937 : Tři vejce do skla (cs)
- 1937 : Mravnost nade vše (cs)
- 1938 : Un pas dans les ténèbres (en) (Krok do tmy)
- 1938 : Škola základ života (cs)
- 1939 : Cesta do hlubin študákovy duše (cs)
- 1939 : Jiný vzduch (cs)
- 1939 : Kristian (cs)
- 1939 : Eva tropí hlouposti (cs)
- 1940 : Baron Prášil (cs)
- 1940 : Katakomby (cs)
- 1940 : Muzikantská Liduška (cs)
- 1941 : Hotel Modrá hvězda (cs)
- 1941 : Roztomilý člověk (cs)
- 1942 : Valentin Dobrotivý (cs)
- 1943 : Le Second Coup de feu (de) (Der zweite Schuß)
- 1945 : Prstýnek (cs)
- 1946 : 13. revír (cs)
- 1947 : Polibek ze stadionu (cs)
- 1947 : Čapkovy povídky (cs)
- 1949 : Pytlákova schovanka (cs)
- 1950 : Le Piège (Past)
- 1950 : C'est arrivé en mai (cs) (Bylo to v máji)
- 1951 : Le Boulanger de l'empereur ou Le Golem (Císařův pekař a pekařův císař), avec Jan Werich
- 1953 : Tajemství krve (cs)
- 1955 : Les Têtes de chiens (Psohlavci)
- 1958 : Dnes naposled (cs)
- 1959 : Princezna se zlatou hvězdou
- 1959 : Dařbuján a Pandrhola (cs)
- 1963 : Král Králů (cs)
- 1964 : Hvězda zvaná Pelyněk (cs)
- 1967 : Přísně tajné premiéry (cs)
- 1968 : Nejlepší ženská mého života (cs)

## Prix et honneurs
- En 1965, Martin Frič a été nommé Artiste du peuple.
- Le Piège (Past), sélection officielle en compétition au festival de Cannes 1951.
- Les Têtes de chiens, sélection officielle en compétition au festival de Cannes 1955.